# Menorcakanal
Der Menorcakanal ist eine Meerenge oder ein Seekorridor mit einer Mindestbreite von 36 Kilometern zwischen den beiden balearischen Inseln Mallorca und Menorca im Mittelmeer.

## Geographie
Der Seekorridor befindet sich zwischen Cap Formentor, Cap des Freu und Cap Vermell auf Mallorca und dem Cap d’Artrutx auf Menorca. Die Tiefe des Meeres erreicht etwa 100 Meter.

### Häfen
- Alcúdia
- Cala Rajada
- Ciutadella (Menorca)

### Leuchtfeuer
- Far de Formentor
- Far de Capdepera
- Far d'Artrutx (Menorca)

## Verkehr

### Schiffsverkehr
Der internationale Schiffsverkehr verkehrt zwischen den Häfen von Barcelona in Spanien, Marseille in Frankreich und Algier in Algerien. Die Route der Schiffe führt dabei entweder um die Balearen herum oder durch die Meerenge des Menorca-Kanals hindurch.

### Fähren
Die Fährverbindungen von Mallorca nach Menorca sind auf der Strecke Alcudia–Ciutadella am dichtesten.
Die Schiffe von Baléaria, Trasmediterránea und FRS Iberia starten 3–4 mal täglich. Auf dieser Strecke kommen zumeist Schnellfähren zum Einsatz, die Fahrzeit beträgt je nach Fährtyp zwischen 1¼ und 2 Stunden.

### Unfälle
Am 25. Mai 1931 lief das Schiff El Golea in schwerer See am Cap des Freu nahe der Cala Mesquida auf Grund. 362 Passagiere und die Besatzung konnten sich retten. Ca. 200 Tonnen Ladung konnten geborgen werden. Der Versuch, das gestrandete Schiff mit Hilfe anderer Schiffe frei zu schleppen, misslang, und so wurde das Schiff später vom Seegang an der rauen Küstenlinie zerstört und sank.

## Meeresflora und -fauna
Der Menorca-Kanal beherbergt eine große Vielfalt an Lebensräumen, von Sandbänken und Neptungräser-Betten (Posidonia), die typisch für küstennahe Gebiete sind, bis hin zu Gemeinschaften auf dem Boden der Plattform (50 bis 100 Meter tief) und Abhängen (100 bis 400 Meter tief), die eine Höhe haben ökologischer Wert und große Artenvielfalt. Erwähnenswert ist, dass in dieser Zone Populationen verschiedener Arten von Walen und Meeresschildkröten, sowie Großer Tümmler (Tursiops truncatus) leben. Das SCI ist besonders wichtig für Seevögel wie den Balearensturmtaucher (Puffinus mauretanicus) und den Sepiasturmtaucher (Calonectris diomedea), die sowohl aus nahe gelegenen Kolonien als auch aus weiter entfernten Kolonien (Süd-Mallorca, Ibiza und Columbretes) in das Gebiet kommen.
Im Kanal von Menorca wurde deshalb 2014 ein Meeresreservat mit einer Fläche von 59 Quadratkilometern errichtet und 19
Quadratkilometer unter besonderen Schutz gestellt.

### Artenschutz
Die Gewässer am Canal de Menorca beherbergen rund 1600 verschiedenen Arten von Lebewesen, von denen 58 geschützt sind, und weisen einen besonders reichen Bestand im Mittelmeerraum auf. Im Kanal zwischen Mallorca und Menorca wurde der Meeresboden 2019 genauer untersucht.

## Sport
28 Menschen haben den Menorcakanal bislang durchschwommen. Die Durchquerung im Schwimmen dauerte etwa 10 Stunden.